# Международно летище Муалиму Дж. К. Ниерере
Международното летище „Муалиму Дж. К. Ниерере“ (на английски: Mwalimu J. K. Nyerere International Airport), е международното летище на Дар ес Саалам, най-големият град в Обединена република Танзания. Намира се на около 12 километра (7,5 мили) югозападно от центъра на града. Летището има полети до дестинации в Африка, Азия, Европа и Близкия изток.
Носи името на Джулиъс Ниерере – първия президент на Танзания. Думата „муалим(у)“ в названието е от арабски произход и означава уважаем, почитаем.
Летището се използва само за граждански цели, стопанисва се от Танзанийските авиолинии. Кодове: DAR (на IATA), HTDA (на ICAO).
Разположено е на 60 метра над морското равнище, пистите са от асфалт и са с дължина – 05/23 – 3000 м., 14/32 – 1000 м.

## Авиокомпании
До Международно летище „Муалиму Дж. К. Ниерере“ имат полети следните авиокомпании:
- Еър Индия „Air India“
- Еър Малави „Air Malawi“
- Еър Танзания „Air Tanzania“
- Еър Зимбабве „Air Zimbabwe“
- Бритиш Еъруейс„British Airways“
- Емирейтес Еърлайн„Emirates Airline“
- Етиопиън Ейрлайнс „Ethiopian Airlines“
- Кения Еърлайнс „Kenya Airways“
- KLM Роял Дъч Ейрлайнс „KLM Royal Dutch Airlines“
- Прецисиън Еър„Precision Air“
- Саут Африкън Аърлайнс „South African Airways“
- Суис Интернешънъл Еър Лайнс „Swiss International Air Lines“
- Йемениа„Yemenia“

## Уебсайт
- Танзанийски авиолинии